# Great Hautbois
Great Hautbois är en by i civil parish Coltishall, i distriktet Broadland, i grevskapet Norfolk i England. Byn är belägen 10 km från North Walsham. Great Hautbois var en civil parish fram till 1935 när blev den en del av Coltishall. Civil parish hade 184 invånare år 1931.